# Gottfried O. H. Naumann
Gottfried Otto Helmut Naumann (* 25. April 1935 in Wiesbaden; † 5. Juni 2021 in Erlangen) war ein deutscher Augenarzt und Ordinarius für Augenheilkunde.

## Leben
Gottfried Naumann, Sohn von Gretel Naumann, geborene Fürer, und des Mediziners Otto Naumann, studierte von 1952 bis 1957 an der Medizinischen Fakultät in Leipzig, wo er 1957 auch zum Dr. med. promoviert wurde. Die Weiterbildung zum Facharzt erfolgte von 1961 bis 1974 an der Universitäts-Augenklinik in Hamburg bei Hans Sautter. Von 1965 bis 1966 weilte er als Fellow in Washington, D.C. an der Augenabteilung des Armed Forces Institute of Pathology bei Lorenz E. Zimmerman.
Von 1975 bis 1980 leitete er als Ordinarius für Augenheilkunde und Geschäftsführender Direktor die Augenklinik der Eberhard Karls Universität Tübingen, 1980 wechselte er als Vorstand an die Augenklinik mit Poliklinik im Universitätsklinikum Erlangen der Universität Erlangen-Nürnberg. 2003 wurde er emeritiert.
Naumanns wissenschaftliche Veröffentlichungen befassen sich mit der Pathologie (Verfasser des Standardwerks) und Mikrochirurgie des Auges: strukturelle Elemente von Augenkrankheiten und neue mikrochirurgische Verfahren an den Vorderabschnitten des Auges.
Im Jahr 1970 erhielt er den Konjetzny-Preis der Hamburger Krebsgesellschaft. 1998 wurde er in die Deutsche Akademie der Naturforscher Leopoldina aufgenommen. 1995 erhielt er die Charamis-Medaille, 2006 die Graefe-Medaille, eine der höchsten Auszeichnungen der deutschen Augenheilkunde. Von 1998 bis 2006 fungierte er als Präsident des International Council of Ophthalmology (ICO).
Gottfried Naumann war evangelisch, seit 1964 verheiratet mit der Medizinerin Lieselotte Naumann, geborene Müller, und lebte in Erlangen.

## Postum Ehrungen
Am 6. August 2024 wurde am Klinikum Chemnitz ein Neubau feierlich eröffnet und nach G. O. H. Naumann benannt.

## Veröffentlichungen (Auswahl)
- mit anderen: Pathologie des Auges. 1980.
- als Hrsg. mit Balder Gloor: Wundheilung des Auges und ihre Komplikationen. J. F. Bergmann, München 1980.
- als Mitherausgeber: Klinisches Monatsblatt für Augenheilkunde.